# Старый Кривин

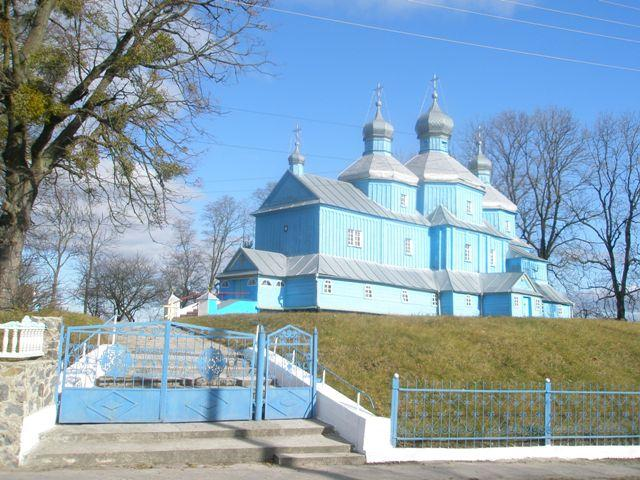
Свято-Дмитриевская деревянная церковь

Старый Кривин (укр. Старий Кривин) — село в Славутском районе Хмельницкой области Украины.
Население по переписи 2001 года составляло 1451 человек. Почтовый индекс — 30063. Телефонный код — 3842. Занимает площадь 1,42 км². Код КОАТУУ — 6823987301.

## Местный совет
30063, Хмельницкая обл., Славутский р-н, с. Старый Кривин